# Mucur (stad)
Mucur, is een plaats binnen de Turkse provincie Kırşehir en in het gelijknamige district Mucur. Het stadje telt 12.321 inwoners (2011).
- Gemeinsame Normdatei: 4561004-6
- Virtual International Authority File: 249395824